# Sèrie Radeon 200
La sèrie Radeon 200 és una sèrie de processadors gràfics desenvolupats per AMD. Aquestes GPU es fabriquen amb un procés Gate-Last de 28 nm mitjançant TSMC o Common Platform Alliance.

## Llançament
La sèrie Rx 200 es va anunciar el 25 de setembre de 2013 a l'esdeveniment AMD GPU14 Tech Day. Els acords de no divulgació es van aixecar el 15 d'octubre, excepte el R9 290X, i les comandes anticipades es van obrir el 3 d'octubre

## Arquitectura
- Graphics Core Next 3 (illes volcàniques) es troba als productes de marca R9 285 (Tonga Pro).
- Graphics Core Next 2 (Sea Islands) es troba als productes de marca R7 260 (Bonaire), R7 260X (Bonaire XTX), R9 290 (Hawaii Pro), R9 290X (Hawaii XT) i R9 295X2 (Vesuvius).
- Graphics Core Next 1 (illes del sud) es troba als productes de marca R9 270, 270X, 280, 280X, R7 240, 250, 250X, 265 i R5 240.
- TeraScale 2 (VLIW5) (illes del nord o Evergreen) es troba als productes de marca R5 235X i inferiors.
- El compliment d'OpenGL 4.x requereix suport per a shaders FP64. S'implementen mitjançant emulació en algunes GPU TeraScale (microarquitectura).
- Vulkan 1.0 requereix GCN-Architecture. Vulkan 1.1 requereix GCN 2 o superior.[4]

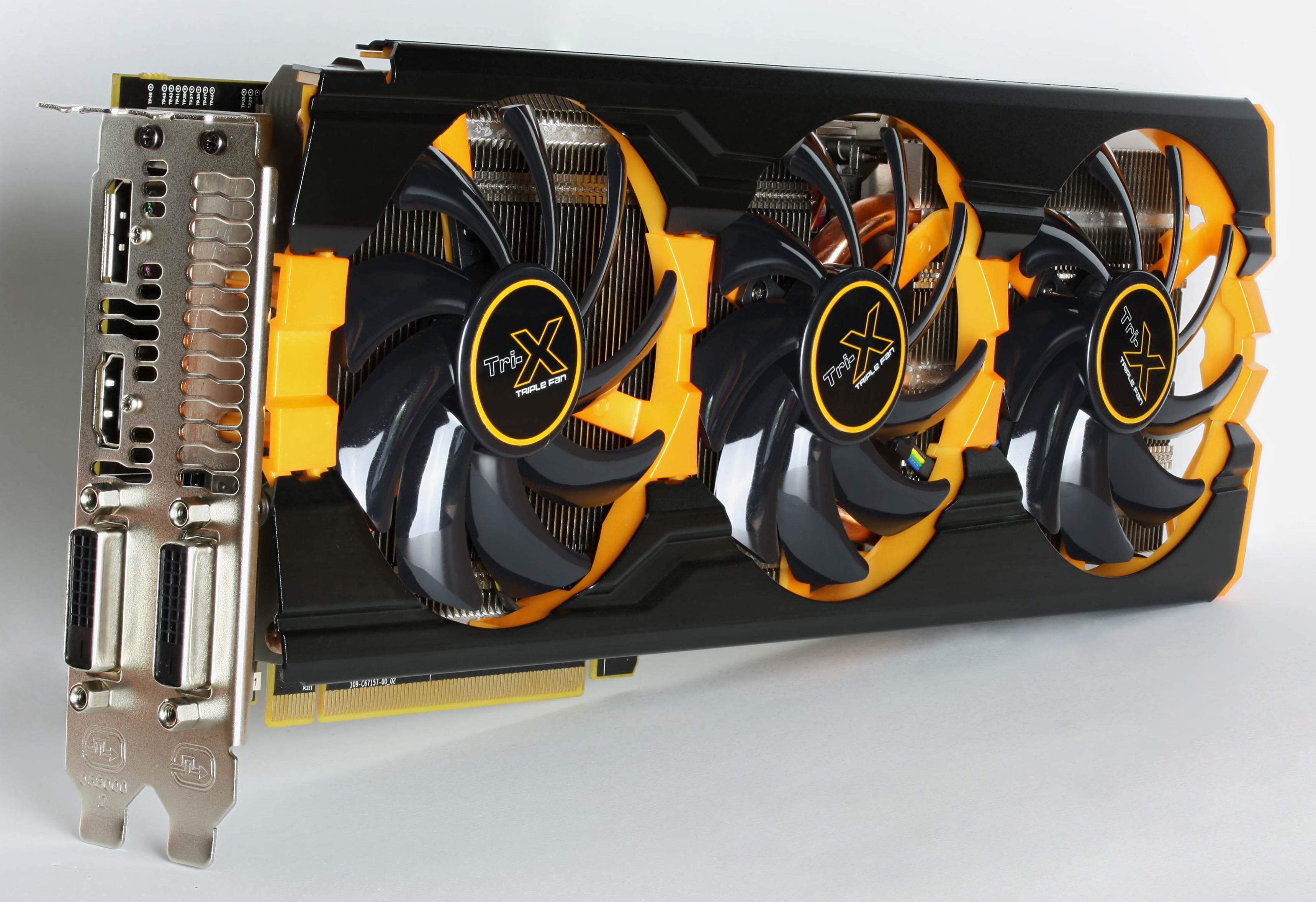
Un R9 290X de Sapphire

### Suport multi-monitor
Els controladors de pantalla integrats de la marca AMD Eyefinity es van introduir el setembre de 2009 a la sèrie Radeon HD 5000 i des de llavors han estat presents a tots els productes.

### Acceleració de vídeo
El nucli SIP d'AMD per a l'acceleració de vídeo, el descodificador de vídeo unificat i el motor de codificació de vídeo es troben a totes les GPU i són compatibles amb AMD Catalyst i amb el controlador de dispositiu gràfic gratuït i de codi obert.

### OpenCL (API)
OpenCL accelera molts paquets de programari científics contra CPU fins a un factor 10 o 100 i més. Open CL 1.0 a 1.2 són compatibles amb tots els xips amb Terascale i GCN Architecture. OpenCL 2.0 és compatible amb GCN 2a generació (o 1.2) i superior. Per a OpenCL 2.1 i 2.2 només calen actualitzacions de controladors amb targetes compatibles amb OpenCL 2.0.

### Vulkan (API)
L'API Vulkan 1.0 és compatible amb totes les targetes d'arquitectura GCN. Vulkan 1.2 requereix GCN 2a generació o superior amb els controladors Adrenalin 20.1 i Linux Mesa 20.0 i posteriors.